# Muttermilchpumpe
Eine Muttermilchpumpe (auch Brustpumpe) ist ein Hilfsmittel zum Abpumpen der Muttermilch. Sie wird eingesetzt, wenn ein normales Stillen nicht möglich ist (siehe auch: Pump-Stillen). Regelmäßiges Abpumpen hält in diesem Fall die Stillfähigkeit aufrecht und kann vorzeitiges Abstillen verhindern.

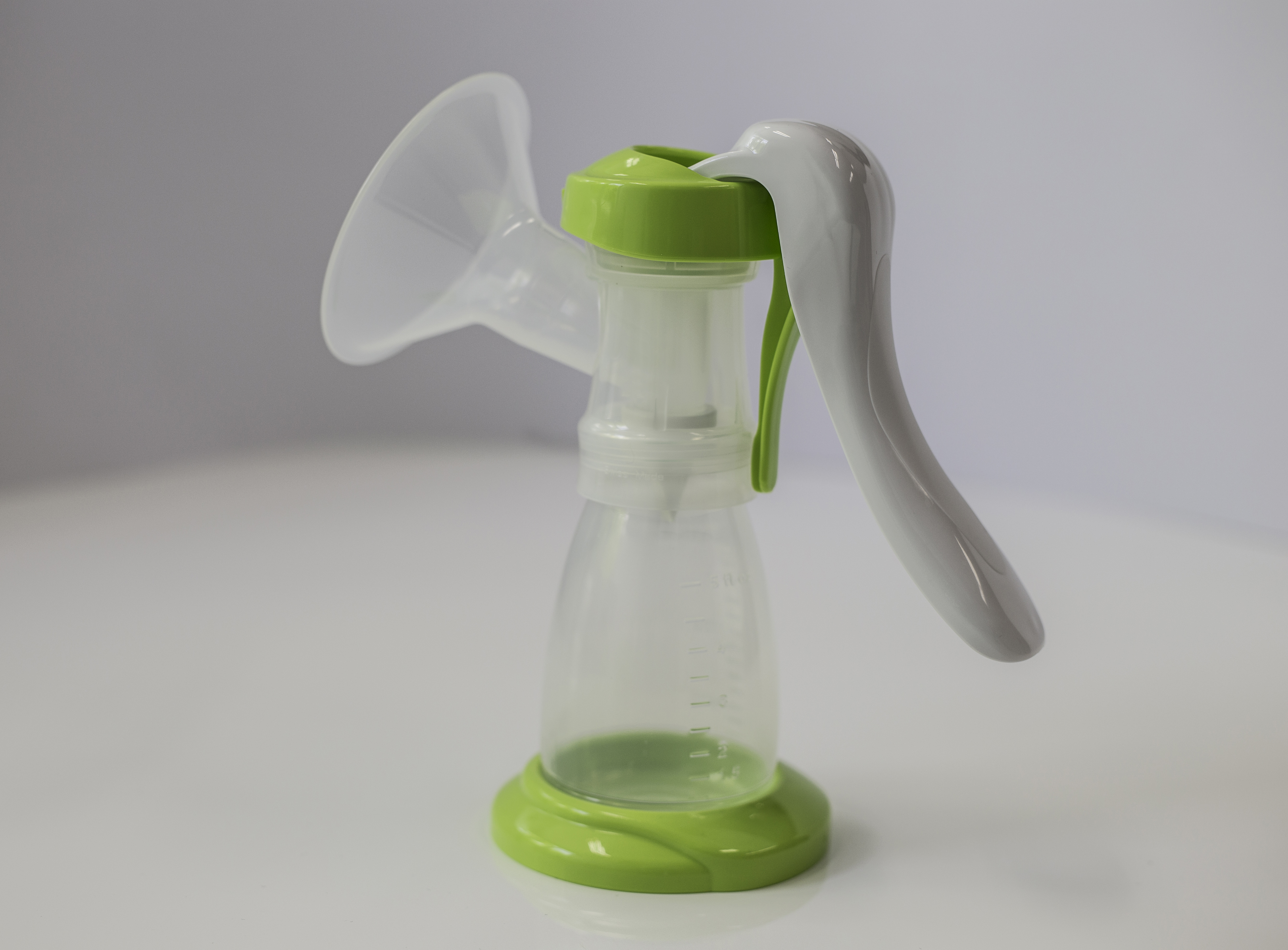
Eine manuelle Milchpumpe

Ein saugglockenähnlicher Glas- oder Kunststoffaufsatz (meist Polypropylen) wird dabei auf die Brust aufgesetzt, die sogenannte Brustglocke. Ein Unterdruckerzeuger saugt dann die Muttermilch aus der Brust. Die Materialien der Aufsatzstücke und des Milchauffangbehälters sind hautverträglich und lebensmittelecht, also auch von Allergikerinnen anwendbar. Der Unterdruck kann – je nach Modell – manuell per Handpumpe, oder auch elektrisch erzeugt werden. In einer ersten Phase (Stimulationsphase) wird der Milchfluss (siehe auch Milchspendereflex) angeregt, in einer zweiten Phase (Pump-Phase) folgt der eigentliche Pumpvorgang. Zudem gibt es mit der Doppelmilchpumpe die Möglichkeit beide Seiten gleichzeitig abzupumpen.
Mögliche Einsatzgründe sind:
- wenn es der Mutter aus verschiedenen Gründen nicht möglich ist, das Kind zu stillen, sie jedoch den Säugling auch oder nur mit Muttermilch ernähren möchte (Krankheit, Schlupfwarzen, Berufstätigkeit etc.),
- wenn es dem Säugling aus verschiedenen Gründen nicht möglich ist, den Saugvorgang durchzuführen (Frühgeborenes im Inkubator, Lippen-Kiefer-Gaumen-Spalte, allgemeine Schwäche des Säuglings),
- bei vorübergehendem Stillstreik,
- wenn die Mutter in der Öffentlichkeit nicht stillen möchte,
- um einen Milchstau zu verhindern.

Die abgepumpte Milch wird dann in sogenannten Muttermilchbeuteln aufbewahrt. Diese bestehen aus lebensmittelechten Materialien, sind  sterilisiert und luftdicht. Die Lagerungsbedingungen sind wie folgt:
- bei Raumtemperatur: maximal 6 bis 8 Stunden,
- Kühlschrank: bei ca. 4 Grad bis zu 72 Stunden (je länger die Lagerung, desto weniger Vitamine sind enthalten),
- Gefrierschrank: bei bis zu minus 40 Grad 6 Monate (Volumen steigt bei Einfrieren an).

Die Milch wird dem Säugling angewärmt in der Babyflasche angeboten. Es ermöglicht der Mutter auch, einen kleinen Vorrat Muttermilch vorzubereiten, der bei Bedarf tiefgefroren werden kann.
Viele Apotheken bieten die Geräte auch zur Miete an. Die Mietkosten werden, falls eine ärztliche Verordnung vorliegt, von den Krankenkassen übernommen.

Eine „Brust- oder Milch-Pumpe“ entwickelte und beschrieb bereits der Kasseler Experimentalphysiker Johann Gottlieb Stegmann (1725–1795). Als Erfinder der Muttermilchpumpe moderner Art gilt jedoch Carl Baunscheidt. Das einfache Modell (um 1855) bestand aus einer Art Glastrompete (Trichter) mit einer Ausbauchung unten zum Sammeln der Milch und einem aufgesteckten Saugball aus Gummi, der von Hand zusammengepresst wird.

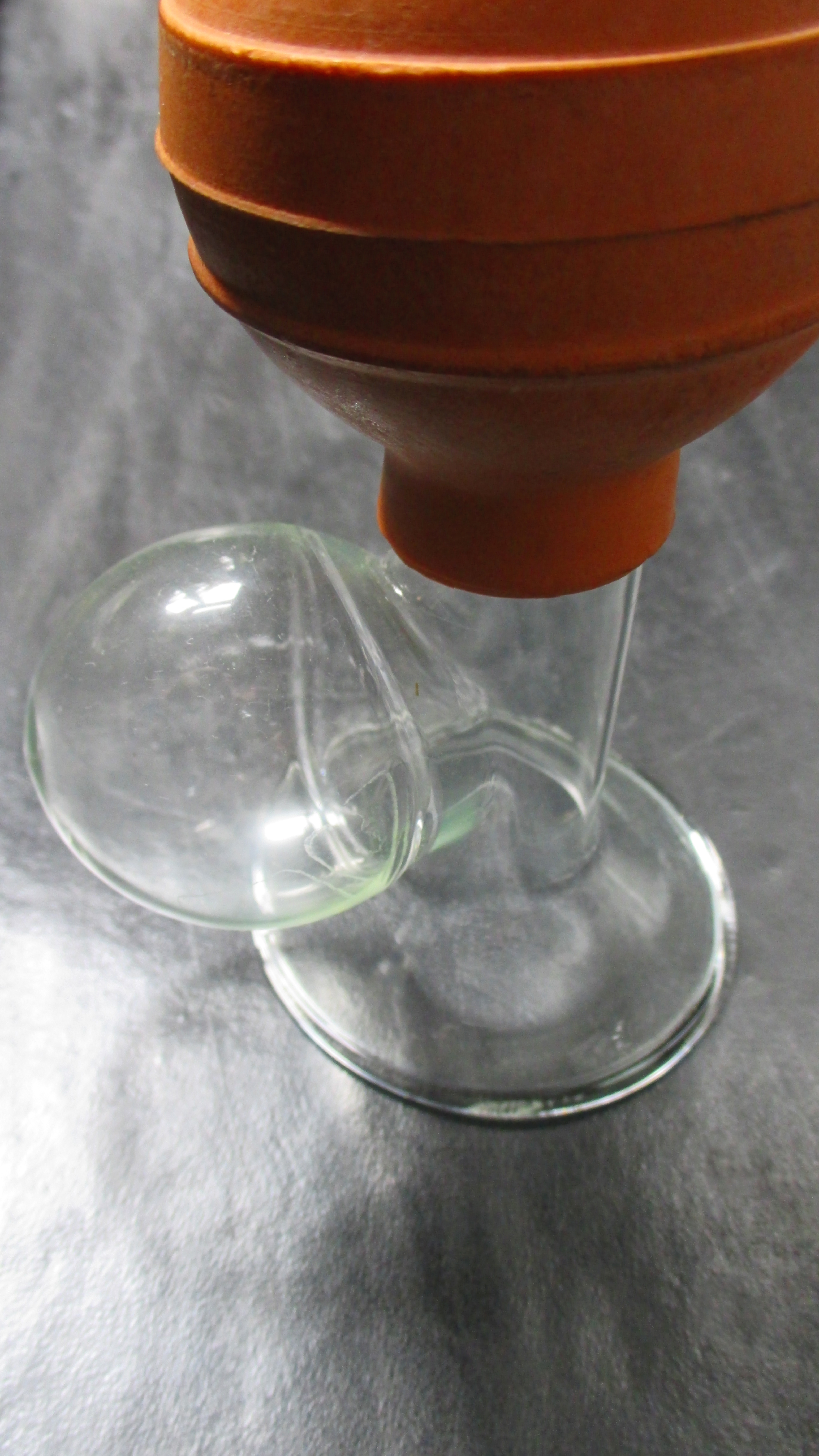
Muttermilch – Saugglocke – DDR – um 1980

Am 4. Oktober 1927 erhielt Edward Lasker ein Patent auf die erste elektrische Muttermilchpumpe.